# Enrique Santiago Fernández
Enrique Santiago Fernández, más conocido como el Nene (nacido en Rosario el 21 de marzo de 1944; fallecido en la misma ciudad el 12 de noviembre de 2003), fue un futbolista argentino. Se desempeñaba como mediocampista ofensivo y debutó profesionalmente vistiendo la casaca de Rosario Central.

## Trayectoria

### Como jugador
En sus comienzos en Rosario Central formó una línea ofensiva muy recordada junto a César Menotti y el Gitano Juárez, quien era su ídolo. Allí marcó 7 goles en 52 encuentros. Su debut se produjo el 25 de marzo de 1962, ante Racing Club en Avellaneda, con triunfo canalla 1-0 con gol de César Menotti. Se destacó por su habilidad y gran capacidad para armar juego, a pesar de ostentar un gan porte físico, por él se originó en parte el apodo de Nene en forma irónica (la otra razón fue la escasa edad con la que debutó en primera). En solo dos temporadas mostró un alto rendimiento que le valió ser convocado a la Selección Argentina con 19 años para disputar el Campeonato Sudamericano 1963 en Bolivia.

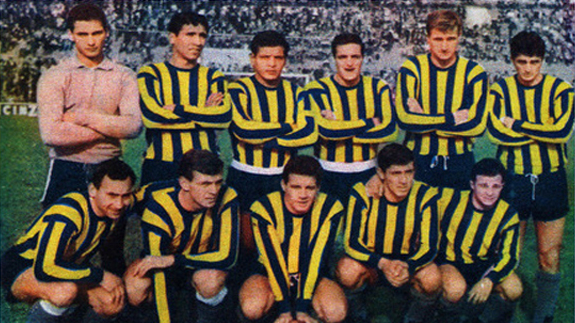
Rosario Central 1962. Parados: Andrada, Casares, Cardoso, Biagioli, Bautista, Muggione; hincados: Carbone, Menotti, Montaño, Enrique Fernández, Ricardo Giménez.

En 1964 fue transferido a River Plate, por la suma de $23000000, el pase de Ernesto Juárez y el préstamo del arquero Carlos Medrano. En el cuadro de Núñez no logró hacer pie, jugando 24 partidos en tres años.
Continuó su carrera en el fútbol colombiano; primeramente jugó en Millonarios, equipo con el que fue subcampeón del Campeonato 1967, integrando una delantera que consiguió 109 goles en 52 partidos. Dejó el equipo azul a fines de 1969, incorporándose por un semestre a Independiente Medellín, finalizando el año 1970 vistiendo la casaca de Deportivo Cali, con el que se consagró campeón de la liga, teniendo una participación decisiva en la obtención del título, ya que en el partido disputado el 30 de diciembre convirtió sobre el final del primer tiempo el único gol del partido ante Junior de Barranquilla, triunfo que le permitió igualar en la tabla del cuadrangular final a su rival, superándolo por tener mejor diferencia de gol. En este país su apodo varió a Nené.
Se retiró jugando para Argentino de Rosario en 1972 en el fútbol de ascenso.

### Como entrenador
Luego de su retiro como futbolista, se calzó el buzo de director técnico siguiendo consejos de Menotti; primeramente ejerció el cargo en Central Córdoba de Rosario; luego en Banfield (1977), Independiente Rivadavia (1979-1980); a partir de su llegada al club mendocino entabló una relación con el fútbol de esa provincia, ya que luego dirigió a Gimnasia y Esgrima, San Martín y Deportivo Maipú. Registró pasos por Colón, Olimpo, Argentino de Rosario. Durante la década de 1990 se asentó definitivamente en su ciudad natal, dirigiendo en las divisiones juveniles de Rosario Central. A mediados de 1995 se hizo cargo en forma interina de la conducción del primer equipo canalla, dirigiendo los dos últimos partidos de su club en el Clausura, tras la salida del cargo de Pedro Marchetta.

## Selección nacional
Disputó 8 encuentros y marcó 1 gol con el elenco nacional. Su actividad en la albiceleste se desarrolló entre 1963 y 1964. Fue convocado por primera vez con sólo 19 años de edad, siendo sus primeros partidos oficiales los disputados en el Campeonato Sudamericano 1963 de Bolivia. Para dicho certamen lo acompañaron sus compañeros de Rosario Central Edgardo Andrada, Norberto Bautista, Néstor Lucas Cardoso y César Menotti.
Luego participó en la Copa Roca de 1963, enfrentando a Brasil. En el partido revancha marcó su único gol con Argentina, en la caída de su equipo 5-2 en el Estadio Maracaná, el 16 de abril.
En octubre de ese mismo año disputó los dos encuentros ante Paraguay por la Copa Rosa Chevallier Boutell, alzándose con el título.
Integró luego el plantel que disputó la Copa de las Naciones en 1964, no llegando a debutar en el torneo, sumando otro logro a su palmarés.

### Participaciones en Copa América
| Copa                         | Sede    | Resultado     | PJ | Goles |
| ---------------------------- | ------- | ------------- | -- | ----- |
| Campeonato Sudamericano 1963 | Bolivia | Tercer puesto | 4  | 0     |

### Detalle de partidos en la Selección
| Torneo                       | Fecha      | Rival    | Resultado | Goles |
| ---------------------------- | ---------- | -------- | --------- | ----- |
| Campeonato Sudamericano 1963 | 20-03-1963 | Ecuador  | 4-2       | 0     |
| Campeonato Sudamericano 1963 | 24-03-1963 | Brasil   | 3-0       | 0     |
| Campeonato Sudamericano 1963 | 28-03-1963 | Bolivia  | 3-2       | 0     |
| Campeonato Sudamericano 1963 | 31-02-1963 | Paraguay | 1-1       | 0     |
| Copa Roca                    | 13-04-1963 | Brasil   | 3-2       | 0     |
| Copa Roca                    | 16-04-1963 | Brasil   | 2-5       | 1     |
| Copa Rosa Chevallier Boutell | 15-10-1963 | Paraguay | 4-0       | 0     |
| Copa Rosa Chevallier Boutell | 29-10-1963 | Paraguay | 2-3       | 0     |

## Clubes

### Como futbolista
| Club                   | País      | Año     |
| ---------------------- | --------- | ------- |
| Rosario Central        | Argentina | 1962-63 |
| River Plate            | Argentina | 1964-66 |
| Millonarios            | Colombia  | 1967-69 |
| Independiente Medellín | Colombia  | 1970    |
| Deportivo Cali         | Colombia  | 1970-71 |
| Argentino (Rosario)    | Argentina | 1972    |

### Como entrenador
| Club                          | País      | Año       |
| ----------------------------- | --------- | --------- |
| Central Córdoba de Rosario    | Argentina | 1976      |
| Banfield                      | Argentina | 1977      |
| Independiente Rivadavia       | Argentina | 1979-1980 |
| Colón                         | Argentina | 1981      |
| Gimnasia y Esgrima de Mendoza | Argentina | 1983      |
| Deportivo Maipú               | Argentina | 1985      |
| San Martín de Mendoza         | Argentina | 198?      |
| Olimpo                        | Argentina | 198?      |
| Argentino de Rosario          | Argentina | 199?      |
| Rosario Central               | Argentina | 1995      |

## Palmarés

### Torneos internacionales
| Equipo              | Título                       | Año  |
| ------------------- | ---------------------------- | ---- |
| Selección Argentina | Copa Rosa Chevallier Boutell | 1963 |
| Selección Argentina | Copa de las Naciones         | 1964 |

### Torneos nacionales
| Equipo         | País     | Título           | Año  |
| -------------- | -------- | ---------------- | ---- |
| Deportivo Cali | Colombia | Primera División | 1970 |